# Yasmina Reza
Yasmina Reza (* 1. května 1959, Paříž, Francie) je francouzská spisovatelka, dramatička a herečka. Její hry obdržely řadu ocenění. K nejznámějším patří hry Kumšt a Život na třikrát, které byly přeloženy do desítek jazyků a jsou součástí repertoáru mnoha divadel v celém světě.

## Život
Narodila se v židovské rodině, přičemž její otec pochází z Íránu a matka z Maďarska, sama celý život prožila v Paříži. V roce 1987 obdržela Molièrovu cenu pro nejlepšího autora za Conversations après un enterrement. Totéž ocenění obdržela v roce 1995 za hru Kumšt. Tato hra získala řadu cen i v jiných zemích.
V říjnu 2008 se článkem v Le Monde postavila za spisovatele Milana Kunderu po jeho nařčení z udavačství.

## Dílo

### romány
- Adam Haberberg, Fra 2007
- Zoufalství, Fra 2007

### divadelní hry
- 1987: Conversation après un enterrement
  - česky: Kar (Hovory po pohřbu), překlad Jaromír Janeček
- 1990: La Traversée de l'hiver
  - česky: Zimní křižovatka, překlad Irena Novotná
- 1994: « Art »
  - česky: Kumšt, uváděno také jako Obraz, překlad Michal Lázňovský
- 1995: L'Homme du hasard
  - česky: Muž otevřený náhodám, překlad Michal Lázňovský
- 2000: Trois versions de la vie
  - česky: Tři verze života, překlad Michal Lázňovský
- 2004: Une pièce espagnole
  - česky: Španělská hra, překlad Michal Lázňovský
- 2007: Le Dieu du carnage
  - česky: Bůh masakru, překlad Michal Lázňovský
- 2011: Comment vous racontez la partie
  - česky: Jak vyprávět hru, překlad Michal Lázňovský
- 2015: Bella Figura
  - česky: Bella Figura, překlad Michal Lázňovský
  - rozhlasová hra: podle překladu Michala Lázňovského, dramaturgie Klára Novotná, režie Lukáš Hlavica. Hrají: Petra Bučková, Jiří Dvořák, Andrea Elsnerová, Kamil Halbich a Libuše Švormová. Natočeno v Českém rozhlasu v roce 2023.
- 2020: Anne-Marie la Beauté
  - česky: Krásná Anne-Marie, překlad Michal Lázňovský